# Distributed Systems Interface
Das Distributed Systems Interface (DSI) ist ein Busprotokoll.

## Allgemeines
Das DSI dient dazu, mehrere verteilte Systeme, Sensoren und Aktuatoren an ein zentrales Steuergerät anzuschließen. Die wichtigste Anwendung für das Busprotokoll sind Airbag-Systeme im Fahrzeug. Einige der Merkmale für die Anwendung sind die Notwendigkeit für eine kostengünstige, robuste Mittelgeschwindigkeitsverbindung, die auf zwei Leitungen begrenzt ist. Darüber hinaus muss es fehlersichernd, deterministisch sein und gute EMV-Eigenschaften haben. Auch wenn Geräte aller Ebenen der Komplexität und Programmierbarkeit eine Verbindung zum Netzwerk herstellen können, müssen verteilte Systeme mit einfachen Zustandsautomaten realisierbar sein. Da die Modulgröße einen wichtigen Faktor darstellt, ist ein Minimum an Komponenten sowohl im zentralen Steuergerät als auch in den verteilten Systemen kritisch.
Airbag-Systeme haben viele Arten von Komponenten, die an das Netzwerk angeschlossen werden müssen. Typischerweise werden diese Komponenten von Lieferanten direkt an die Fahrzeugmontageanlage geliefert. Einige können in Instrumententafeln und Lenksäulen eingebettet werden, andere in Sitzen, möglicherweise andere im Kabelbaum. Die Anzahl der verteilten Geräte ist typischerweise zweistellig. Aus diesem Grund ist es wünschenswert, dass die Netzwerkadressierung beim Einschalten von selbst konfiguriert werden kann. Dies minimiert die Anzahl der Gerätetypen und eliminiert die Notwendigkeit spezieller Programmiergeräte bei Komponentenlieferanten und der Fahrzeugmontage.
Die oben genannten Themen standen bei der Entwicklung des DSI Pate. Um den Determinismus aufrechtzuerhalten, ohne Busbandbreite und Einfachheit zu schmälern, wird eine einzige Master/Multiple-Slave-Konfiguration verwendet. Die Robustheit wird durch die Verwendung von Checksummen (CRC) in den Nachrichten und verteilte Selbstdiagnose erlangt. Hohe Nachrichtendichte bei mittleren Geschwindigkeiten und Kosten wird durch die gleichzeitige Übertragung der Stromversorgung, Master-Befehlen und Slave-Antworten erleichtert. In einer Single-Ended-Konfiguration ist einer der Drähte die Masse. Es wird ein optionales Daisy-Chain Verbindungsverfahren definiert, das die Zuordnung von Netzwerkadressen beim Einschalten mit a priori Geräteinformationen im Zentralmodul ermöglicht.
Es gibt zwei Varianten dieses Busprotokolls: Standard und Enhanced. Geräte beider Formen können auf einem Bus gemischt werden und den Standard-DSI-Betrieb verwenden. Der erweiterte DSI-Busbetrieb erfordert, dass alle Geräte auf dem Bus mit dem erweiterten DSI-Standard (Enhanced) kompatibel sind.